# Anisodes tenuis
Anisodes tenuis är en fjärilsart som beskrevs av W. Warren 1907. Anisodes tenuis ingår i släktet Anisodes och familjen mätare. Inga underarter finns listade i Catalogue of Life.